# 지방도 제335호선
지방도 제335호선은 충청북도 충주시 앙성면에 있는 경기도의 지방도이다. 2005년에 경기도 관리 구간은 지방도 지정이 해제되어 존재하지 않으며, 충청북도 관리 구간만 남아있다가 2010년 지방도 제531호선과 통합되어 폐지되었다.

## 연혁
- 2003년 2월 14일 : 충청북도 구간 노선 재지정[1]
- 2005년 3월 28일 : 지방도 폐지(충청북도 구간 제외)[2]
- 2008년 12월 26일 : 충청북도 구간 도로구역 지정[3]
- 2010년 9월 : 지방도 제531호선으로 통합.[4]

## 노선
이 도로는 충주시 앙성면 단암삼거리에서 시작하여 경기도 도계 까지이며, 그 이후에는 경기도 여주시로 연결된다.

## 과거 노선
2005년 도로현황조서 기준 경기도 구간 노선은 다음과 같았다. 전 구간 여주군(현 여주시)에 있었으며 연장 40.25km였다.
- 점동면 : 삼합리 - 장안리 - 사곡리 - 부구리 - 덕평리
- 가남면(현 가남읍) : 삼승리 - 연대리 - 양귀리 - 하귀리 - 삼군리 - 오산리 - 화평리
- 능서면 : 매류리 - 번도리 - 신근리 - 효지리 - 하다리 - 문장리